# Roger Poudonson
Roger Poudonson est un homme politique français centriste né le 14 décembre 1922 à Arras (Pas-de-Calais) et mort le 27 décembre 2000 à Duisans (Pas-de-Calais), ville dont il est le maire de 1965 à 1995. Il est longtemps l'adversaire local de Guy Mollet : municipales de 1947 et 1953, législatives de 1958 et 1962. Conseiller général d'Arras-Nord de 1961 à 1967, il est conseiller régional de 1973 à 1992.

## Biographie
Roger Poudonson s'engage au sein du MRP et affronte par deux fois Guy Mollet aux élections municipales de 1947 et aux élections municipales de 1953 pour conquérir la mairie d'Arras. Il affronte également par deux fois, Guy Mollet, dans le cadre des élections législatives en 1958 et en 1962. Il est élu conseiller général du canton d'Arras-Nord de 1961 à 1967, mandat qu'il perd au profit de Léon Fatous. En 1965, il est élu maire de Duisans, mandat qu'il conserve jusqu'en 1995. Il rejoint le conseil régional de 1973 à 1992, et en devient vice-président de 1976 à 1982.
Aux élections sénatoriales de 1965, il se fait élire. En 1974, il entre au gouvernement brièvement en tant que Secrétaire d'État auprès du premier ministre et reprend son mandat au Sénat.
Il annonce son retrait de la vie politique en 1992.

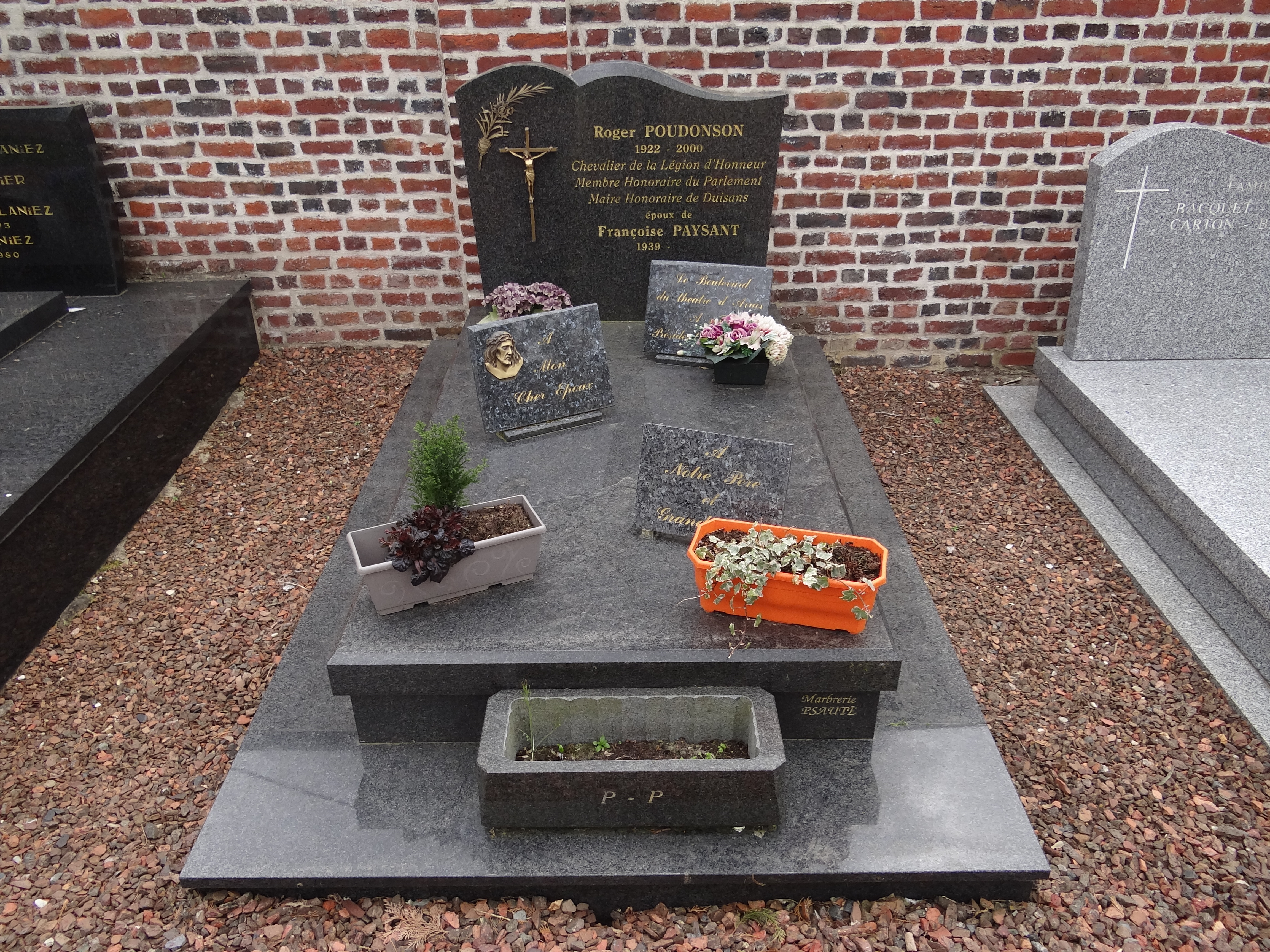
La tombe de Roger Poudonson au cimetière de Duisans (Pas-de-Calais).

## Fonctions ministérielles
- Secrétaire d’État à la Fonction publique du 8 juin 1974 au 29 octobre 1974.

## Mandats parlementaires
- Sénateur du Pas-de-Calais du 26 septembre 1965 au 9 juillet 1974.
- Sénateur du Pas-de-Calais du 22 septembre 1974 au 1er octobre 1992.

## Carrière politique
- membre du MRP
- puis du Centre démocrate
- puis du CDS